# Vampyrmordet

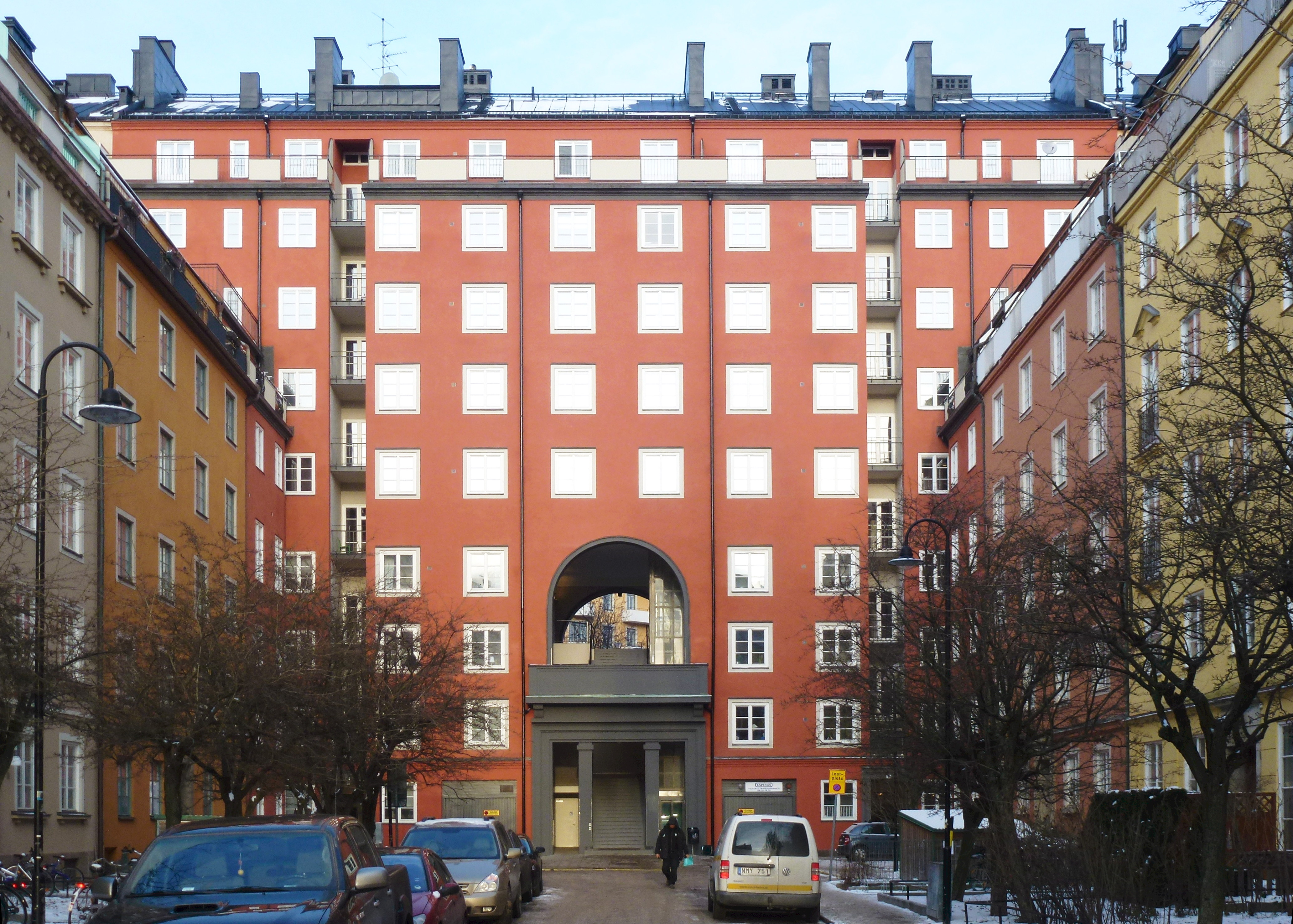
Bostadshuset Sankt Eriksplan 11.

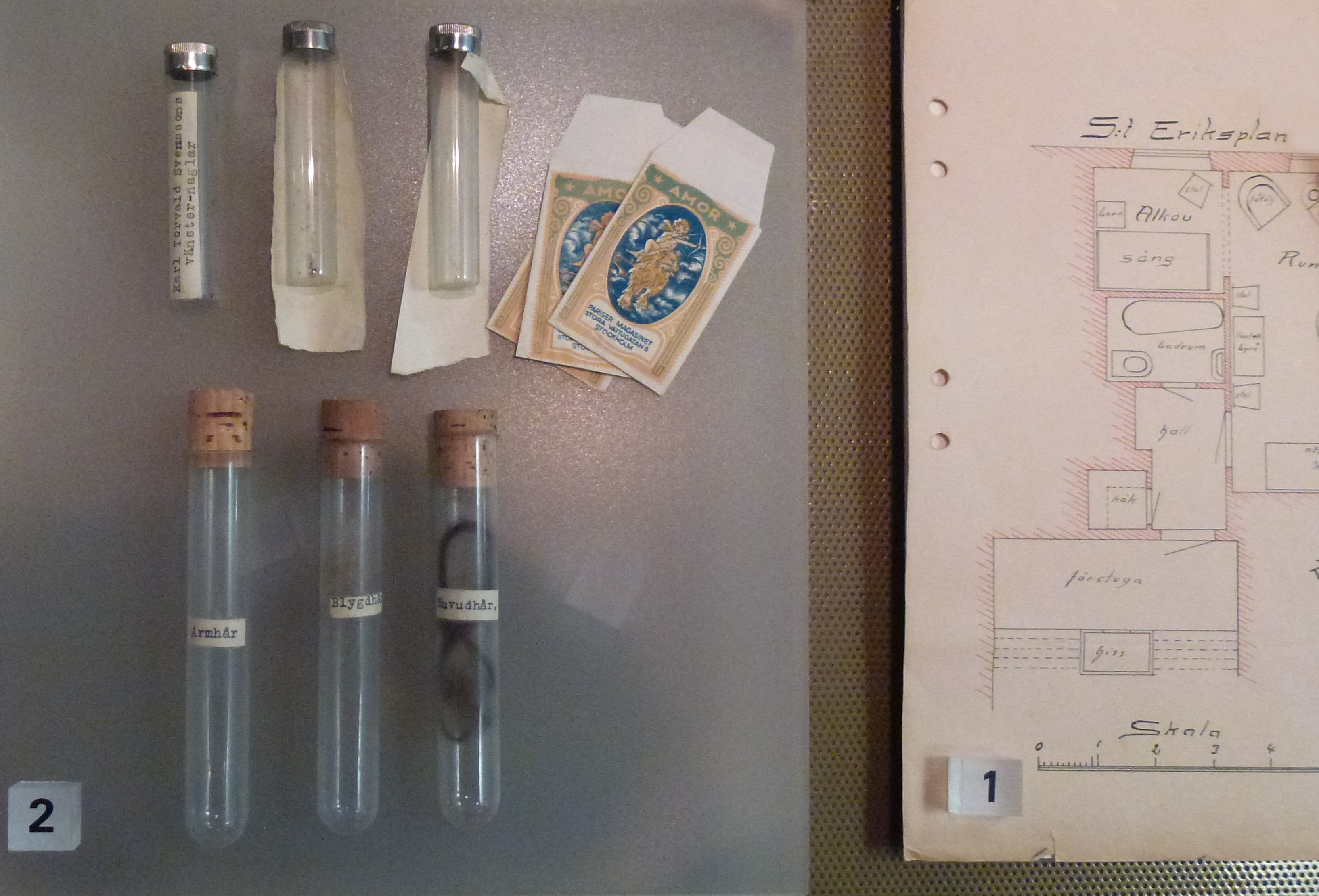
Prover och en lägenhetsplan från vampyrmordet 1932, utställda på Polismuseet.

Vampyrmordet eller Atlasmordet kallades ett olöst svenskt mord som utfördes på 1930-talet.
Den 4 maj 1932 hittades den 31-åriga prostituerade Lilly Lindeström brutalt mördad i sin etta på Sankt Eriksplan 11 i Atlasområdet i Stockholm.
Fyra dagar tidigare, på valborgsmässoafton hade hon besök av sin väninna Mimmi och omkring halv sju på kvällen ringde hennes telefon. En främmande mansröst frågade om hon var Lilly Lindeström. Mannen ville komma upp och han sa att han var i närheten. Lilly gick med på mötet och Mimmi gick ner till sig på bottenvåningen. Strax efter sju kom Lilly ner till väninnan och ville låna en kondom. En stund senare kom hon ner igen och ville låna ytterligare en kondom. Mimmi såg att Lilly var helt naken under sin kappa. Det var sista gången Mimmi såg Lilly i livet.
Klockan nio ringde Mimmi på Lillys dörr för att fråga om hon skulle med till Djurgården. Men ingen öppnade. Mimmi antog att väninnan gått med en kund i stället. Mimmi försökte få tag på Lilly, men hon var fortfarande inte hemma, och den 4 maj var Mimmi så orolig för sin väninna att hon gick till polisen. Polisen tog sig in i Lillys lägenhet och de hittade henne liggande död framstupa på en ottoman. Hela lägenheten var pedantiskt städad. Även Lillys kläder var snyggt hopvikta på en stol. Ovanpå den döda kroppen låg soffkuddarna prydligt travade och under var överkastet snyggt pålagt. Lillys huvud var krossat av tre hårda slag.
Polisen var aldrig i närheten av att lösa mordet. Ingen ledtråd till vem som var mördare hittades. Man hittade fingeravtryck från personer, men man kunde inte identifiera om några av dessa kom från mördaren och man kunde inte identifiera att någon i adressboken skulle vara mördaren.
Efter ytterligare 18 år, när en kriminalreporter för Aftonbladet sökte upp den då pensionerade brottsplatsutredaren John Berg för en artikelserie om olösta brott, plockade Berg fram en pappkartong. I kartongen fanns en kökshandduk med rödbruna fläckar och den tillbucklade soppsleven med likadana fläckar på botten. Dådet preskriberades år 1957.
Den 6 mars 2012 diskuterade TV-programmet Veckans brott fallet vampyrmordet. Leif G.W. Persson nämnde en använd kondom som upphittades utplacerad mellan offrets ben, att offret troligen kände mördaren, och att polisen troligen med modern DNA-teknik kunde ha tagit mördaren. Persson menar också att fläckarna på såssleven inte säkert var blodfläckar och att brottet troligen inte rör sig om kannibalism eller vampyrism.